# Галкин, Александр Семёнович
Александр Семёнович Га́лкин (1855—1920) — генерал-лейтенант Русской императорской армии, военный губернатор Сырдарьинской области, востоковед и путешественник, исследователь Китая и Восточного Туркестана.

## Служебная биография
Родился 23 августа (4 сентября) 1855 года в дворянской семье. Брат — Алексей Семёнович Галкин, генерал-лейтенант.
Окончил Михайловское артиллерийское училище (1874) и Михайловскую артиллерийскую академию (1879), а затем, в 1884 году — Николаевскую академию Генерального штаба. После артиллерийского училища служил в 6-й конно-артиллерийской бригаде. По линии Генерального штаба проходил службу в Омском военном округе, с 1884 года служил офицером для поручений при штабе округа.
Летом 1885 года был командирован в Восточный Туркестан для сбора сведений о военных возможностях вооружённых сил Китая в приграничных с Российской империей провинциях. В июле-декабре 1887 года совершил второе путешествие по Восточному Туркестану, «для собирания сведений о вооружённых силах и военных средствах Китая в сопредельных с Россией областях Синьцзяна и для научных исследований в Тянь-Шане». Собранные им сведения были изданы сначала в 1886 году «Сборнике географических, топографических и статистических материалов по Азии» (Современное состояние вооружённых сил Китая в Восточном Туркестане, 1885. — XXIV.), а затем в том же сборнике за 1888 год (Современное состояние вооружённых сил Китая в сопредельных с Россией областях Чжунгарии и Восточного Туркестана, 1887. — XXXV).
Исполнял обязанности штаб-офицера при управлении начальника 22-й местной бригады, в 1888 году получил звание подполковника. В июле этого же года занял место старшего адъютанта Туркестанского военного округа. В 1889 году стал штаб-офицером для особых поручений при командующем войсками Туркестанского военного круга и участвовал в полевой поездке офицеров российского Генерального штаба по окрестностям Бухары. Выполнял функции правительственного комиссара по демаркации русских и афганских владений на Памире, за эту работу был пожалован денежной премией в размере 2250 рублей. Написал статью Исхак-хан и афганская смута в 1888 г.. — СПб.: «Военный сборник», 1889. — № 4.
В 1891 году исполнял обязанности начальника штаба войск Самаркандской области, а в 1892 году получил назначение на эту должность. В 1893 году стал делопроизводителем Азиатской части Генерального штаба, в 1896 году — начальником Амударьинского отдела.
Был членом Туркестанского кружка любителей археологической науки, и по просьбе других его членов в 1896 году обратился к хивинскому хану с настоятельным прошением увеличить присмотр за историческим наследием и памятниками древности на территории ханства. Было также высказано пожелание, чтобы наиболее ценных находки передавались в музей кружка.
В 1902 году был произведён в генерал-майоры, в 1903 году был дежурным генералом штаба Туркестанского военного округа и военного губернатора Семипалатинской области. В 1908 году был произведён в генерал-лейтенанты.
В 1911 году стал военным губернатором Сырдарьинской области. В 1916 году стал начальником 5-й пехотной дивизии. Уволен от службы за болезнью (ВП 21.08.1916) с 16 августа 1916 года с мундиром и пенсией.
Провёл на службе в Туркестане около четверти века, много путешествовал по нему и по сопредельным странам, считался выдающимся военным востоковедом. Являлся автором ряда географических трудов и работ по истории и археологии среднеазиатских территорий. Собрал значительную коллекцию туркестанских древностей, в которой особый интерес для исследователей представляла нумизматическая часть.
После 1917 года проживал с женой и сыном в Сочи. В 1920 году был убит бандитами на глазах семьи.

## Награды
Российские:
- орден Св. Станислава 3-й ст. (1886)
- орден Св. Владимира 4-й ст. (1888)
- орден Св. Станислава 2-й ст. (1891)
- орден Св. Анны 2-й ст. (1896)
- орден Св. Владимира 3-й ст. (1900)
- орден Св. Станислава 1-й ст. (1905)
- орден Св. Анны 1-й ст. (06.12.1911)
- орден Св. Владимира 2-й ст. (06.12.1914)
- орден Белого орла (ВП 08.10.1915).

Иностранные:
- бухарский орден Восходящей звезды 2-й ст. (1890)
- бухарский Восходящей звезды 1-й ст. (1894)
- французский орден Почётного легиона офицерский крест (1896)
- китайский Орден Двойного дракона 3-го кл. 1 (1896)
- болгарский орден Св. Александра 3-й ст. (1896)
- персидский орден Льва и Солнца 2-й ст. (1900).